# 烏達內塔市 (特魯希略州)

烏達內塔市（西班牙語：Municipio Urdaneta），是委內瑞拉的一個市，位於該國西部特魯希略州，首府設於烏達內塔，面積544.1平方公里，主要經濟活動是農業，2001年人口37,552，人口密度每平方公里69.02人。